# Santiago Ulió Pascual
Santiago Ulió Pascual   (Barcelona, 31 de maig de 1909 - Barcelona, 3 de juny de 1981) va ser un saltador català que va competir durant la dècada de 1920. Fou un dels pioners en els salts de palanca i de trampolí a Catalunya. En el seu palmarès destaquen el Campionat de Catalunya (1922) i d'Espanya (1924) de trampolí. Membre del Club Natació Atlètic, el 1924 passà circumstancialment al Club Natació Barcelona, per poder participar en els Jocs Olímpics de París, on va disputar dues proves del programa de salts, el salt de palanca de 10 metres i la palanca alta. En ambdues quedà eliminat en sèries.